# Taney megye
Taney megye az Amerikai Egyesült Államokban, azon belül Missouri államban található. Megyeszékhelye Forsyth, legnagyobb városa Branson. Lakosainak száma 56 066 fő (2020. április 1.). Taney megye Christian, Boone, Douglas, Ozark, Marion, Carroll és Stone megyékkel határos.

## Népesség
A megye népességének változása:
| Lakosok száma | 51 927 | 52 694 | 53 072 | 53 575 | 54 592 | 56 066 |
|               | 2010   | 2011   | 2012   | 2013   | 2015   | 2020   |